# عیسی دیوپ
عیسی لایه ژان لوکا دیوپ (فرانسوی: Issa Laye Lucas Jean Diop‎؛ زادهٔ ۹ ژانویهٔ ۱۹۹۷) بازیکن فوتبال اهل فرانسه است که در باشگاه فولام انگلیس توپ میزند.